# Sylvietta leucophrys chapini
Sylvietta leucophrys chapini — підвид горобцеподібних птахів виду кромбек білобровий (Sylvietta leucophrys) родини Macrosphenidae. Може бути окремим видом Sylvietta chapini. Названий на честь американського орнітолога Джеймса Чапіна.

## Поширення
Ендемік ДР Конго. Трапляється лише на плато Ленду в провінції Ітурі на сході країни, де востаннє спостерігався у 1942 році. Птах дуже рідкісний. Можливо вимер, але у регіоні є маловивчені тропічні ліси, де могла зберегтися його невелика популяція.